# 1576 Fabiola
1576 Fabiola eller 1948 SA är en asteroid i huvudbältet, som upptäcktes den 30 september 1948 av den belgiske astronomen Sylvain Arend i Uccle. Den har fått sitt namn efter Fabiola av Belgien.
Asteroiden har en diameter på ungefär 27 kilometer och den tillhör asteroidgruppen Themis.